# Pedro Pichardo
Pedro Pablo Pichardo Peralta (* 30. Juni 1993 in Santiago de Cuba) ist ein portugiesischer Leichtathlet kubanischer Herkunft, der sich auf den Dreisprung spezialisiert hat und seit 2019 für Portugal startberechtigt ist und seit 2017 die dortige Staatsbürgerschaft besitzt. 2021 wurde er Olympiasieger sowie 2022 Welt- und Europameister. Im Jahre 2024 errang er bei den Europameisterschaften und Olympischen Spielen jeweils die Silbermedaille.

## Sportliche Laufbahn
Erste internationale Erfahrungen sammelte Pedro Pablo Pichardo 2012, als er in San Salvador mit einer Weite von 16,40 m bei den Zentralamerika- und Karibik-Juniorenmeisterschaften siegten und anschließend auch bei den Juniorenweltmeisterschaften in Barcelona mit 16,79 m die Goldmedaille gewann. Im Jahr darauf stellte er am 4. Juni in Havanna mit 17,69 m einen neuen persönlichen Rekord auf und führte damit bis zu den Weltmeisterschaften in Moskau die Weltjahresbestenliste an. Dort musste er sich mit 17,68 m nur dem Franzosen Teddy Tamgho (18,04 m) geschlagen geben. 2014 gewann er dann bei den Hallenweltmeisterschaften in Sopot mit 17,24 m die Bronzemedaille hinter dem Russen Ljukman Adams und seinem Landsmann Ernesto Revé. Aufgrund einer Verletzung bestritt er im Freien nur wenige Wettkämpfe bis Mitte März und beendete dann seine Saison. Am 28. Mai 2015 steigerte er in Havanna seine persönliche Bestleistung auf 18,08 m, nachdem er am 15. Mai in Doha mit 18,06 m erstmals die 18-Meter-Marke übertroffen hatte. Damit stand er auf Platz vier der ewigen Weltbestenliste und befindet sich heute (Stand 2021) auf dem fünften Platz. Im Juli 2015 gewann er mit 17,54 m Gold bei den Panamerikanischen Spielen in Toronto. Anschließend gewann er bei den Weltmeisterschaften in Peking mit einem Sprung auf 17,73 m die Silbermedaille hinter dem US-Amerikaner Christian Taylor.
2016 sollte er bei den Olympischen Spielen in Rio de Janeiro starten, ging dort aber kurzfristig nicht an den Start. Im April 2017 verschwand er in Stuttgart, wo sich das kubanische Team für ein Trainingslager aufhielt, um nur wenige Tage später einen Vertrag bei Benfica Lissabon zu unterzeichnen. Im Dezember wurde verkündet, dass er die portugiesische Staatsbürgerschaft erhalten habe. Die Anerkennung durch die IAAF und damit die internationale Startberechtigung für Portugal wurde im Oktober 2018 für die Zeit ab dem 1. August 2019 und damit rechtzeitig für die Weltmeisterschaften 2019 in Doha erteilt. Am 4. Mai 2018 gewann er mit 17,95 m das Diamond League Meeting in Doha. Der portugiesische Verband erkannte die Weite als Landesrekord an, womit Pichardo Nelson Evoras alte Bestmarke von 17,74 m ablöste. Nach zwei zweiten Plätzen mit Weiten von 17,61 m und 17,60 m in Lausanne und Monaco hinter Christian Taylor konnte er diesen beim Diamond-League-Finale in Brüssel mit 17,49 m besiegen und sich die Prämie von 50.000 US-Dollar sichern. 2019 erreichte er dann bei den Weltmeisterschaften in Doha das Finale und belegte dort mit 17,62 m den vierten Platz. 2021 siegte er dann bei den Halleneuropameisterschaften in Toruń mit einer Weite von 17,30 m. Anfang Juli siegte er mit 17,92 m beim Gyulai István Memorial und siegte kurz darauf auch beim Anniversary Games mit 17,50 m. Daraufhin erreichte er bei den Olympischen Spielen in Tokio das Finale und siegte dort mit einem Sprung auf 17,98 m und stellte damit zugleich einen neuen Landesrekord für Portugal auf.
2022 gewann er bei den Hallenweltmeisterschaften in Belgrad mit 17,46 m die Silbermedaille und musste sich damit nur dem Kubaner Lázaro Martínez geschlagen geben. Im Juli siegte er dann bei den Freiluftweltmeisterschaften in Eugene mit einem Sprung auf 17,95 m im Finale und setze sich damit einen halben Meter von der Konkurrenz ab. Anschließend wurde er beim Memoriał Kamili Skolimowskiej mit 17,29 m Zweiter und siegte dann im August mit 17,50 m bei den Europameisterschaften in München. Im September wurde er mit 17,63 m Zweiter bei Weltklasse Zürich. Im Jahr darauf siegte er mit 17,60 m bei den Halleneuropameisterschaften in Istanbul und verteidigte damit seinen Titel und sprang über einen Meter weiter als der Zweitplatzierte Nikolaos Andrikopoulos aus Griechenland. Im Mai siegte er mit 17,91 m bei der Doha Diamond League und musste dann aber seine Saison nach nur einem Wettkampf wieder beenden. 2024 siegte er mit 17,51 m bei der Xiamen Diamond League und beim Meeting International Mohammed VI d’Athlétisme de Marrakesch wurde er mit 16,92 m Zweiter. Im Juni gewann er bei den Europameisterschaften in Rom in einem hochklassigen Wettkampf mit 18,04 m die Silbermedaille hinter dem Spanier Jordan Díaz und stellte damit einen neuen portugiesischen Landesrekord auf. Im August musste er sich bei den Olympischen Spielen in Paris mit 17,84 m im Finale erneut nur dem Spanier Díaz geschlagen geben.
In den Jahren 2014 und 2015 wurde Pichardo kubanischer Meister im Dreisprung sowie 2018 und 2021 portugiesischer Hallenmeister.

## Persönliche Bestleistungen
- Dreisprung: 18,08 m (0,0 m/s), 28. Mai 2015 in Havanna (kubanischer Rekord)
- Dreisprung: 18,04 m (−0,6 m/s), 11. Juni 2024 in Rom (portugiesischer Rekord)